# Синоптик (фільм)
«Синоптик» (англ. The Weather Man) — американський фільм-драмедія 2005, знятий режисером Гором Вербінскі за сценарієм Стіва Конрада. Головні ролі виконали Ніколас Кейдж, Майкл Кейн і Гоуп Девіс. Фільм вийшов у прокат 28 жовтня 2005 року та заробив близько 19 мільйонів доларів.

## Сюжет
Сумна історія Дейва Спритца, що всіма силами намагається протистояти життєвим негараздам. На роботі наче все добре, він популярний ведучий прогнозу погоди, і навіть отримує запрошення до популярного телешоу у Нью-Йорку, а це і слава і гроші. Та з особистим життям не склалось, з дружиною розлучився, батько смертельно хворий. Дейв з усієї сили намагається тримати ситуацію під контролем, але починає розуміти — життя так само непередбачуване, як і погода.

## Акторський склад
- Ніколас Кейдж — Девід Спритц / Спритцель
- Майкл Кейн — Роберт Спитцель
- Гоуп Девіс — Норін
- Ніколас Голт — Майк Спритцель
- Джеменн де ла Пенья — Шеллі Спритцель
- Майкл Рісполі — Русс
- Гіл Сіллоуз у ролі Дона Боудена
- Джудіт Макконнелл у ролі Лорен Спритцель
- Том Скілінг — помічник директора телеканалу

У фільми з'являються реальні ведучі провідних новинних каналів: Браян Ґамбел, Ед МакМен, Крістіна Феррару, Вольфганг Пак.